# Chapuisia ocellata
Chapuisia ocellata es un coleóptero de la familia Chrysomelidae. Fue descrita científicamente en 1940 por Laboissiere.